# 大頭茶棒粉蝨
大頭茶棒粉蝨（学名：Aleuroclava gordoniae）为粉蝨科棒粉蝨屬下的一个种。